# Dolichogenidea broadi
Dolichogenidea broadi (лат.) — вид мелких паразитических наездников из подсемейства Microgastrinae (Braconidae). Эндемики острова Реюньон (Афротропика).

## Описание
Мелкие бракониды (тело самок 1,7 мм; усики 1,9 мм; передние крылья 1,9 мм). Мезоплеврон плотно пунктированно-сетчатый. Основная окраска чёрная, ноги — желтовато-коричневые.
Мезоскутум обычно блестящий с отдельными разделёнными пунктурами (которые иногда отсутствуют полностью). Передние крылья с открытым ареолетом (r-m отсутствует). Эндопаразитоиды чешуекрылых. Вид был впервые описан в 2013 году южно-африканским гименоптерологом Паскалем Руссе (Pascal Rousse, Iziko South African Museum, Natural History Department, Кейптаун, ЮАР) по материалам из Реюньона. Видовое название дано в честь британского энтомолога Гэвина Брода (Gavin Broad; The Natural History Museum, Лондон), куратора коллекции перепончатокрылых в BNHM.